# 卢多维克·安布鲁什
卢多维克·安布鲁什（羅馬尼亞語：Ludovic Ambruș，1946年9月17日—），罗马尼亚男子摔跤运动员。他曾代表罗马尼亚参加世界摔跤锦标赛，获得一枚铜牌。他也曾参加1972年夏季奥林匹克运动会。